# 鐵血騎警II朋黨
《朋黨》是1990年上映的一部香港劇情片，由劉偉強執導，是劉偉強的導演處女作，李修賢、張家輝等主演。

## 劇情大綱
家輝與朋友KK等喜愛賽車，得到了家輝叔叔張鐵柱的支持。家輝在為一個酒吧畫畫時，認識了在酒吧駐場的歌手何雪雯，但惡少金十二亦覬覦阿雪，家輝的朋友與金十二產生衝突。金十二為報復，砸毀了KK的車房，KK尋求黑社會為其報復，結果被黑社會利用，反被金十二控告勒索。重案組汪Sir嚴查金十二一夥，使得金父為避免兒子製造更多麻煩，命金十二出國。金十二中途折返，派人闖入家輝的家，將家輝與阿雪毆打至重傷。張鐵柱痛毆金十二，後被金十二派人殺害。家輝為報仇，騎摩托車沖向金十二所駕汽車。

## 主要演員
| 演員   | 角色                                   |
| 李修賢 | 張鐵柱（粵語配音：朱子聰）             |
| 張家輝 | 張家輝（張鐵柱之侄兒）                 |
| 吳雪雯 | 阿雪（粵語配音：吳小藝）               |
| 林敬剛 | KK                                     |
| 黃柏文 | 汪志強（粵語配音：林保全）             |
| 午馬   | 金勝（粵語配音：盧雄）                 |
| 金十二 | 十二少（金勝之子）（粵語配音：鄧榮銾） |
| 成奎安 | 大頭                                   |
| 謝偉傑 | 細傻                                   |
| 夏萍   | KK母                                   |
| 黃炳耀 | 周Sir                                  |
| 劉玉基 | 劉阿標                                 |
| 夏佔士 | 佔士（粵語配音：賈鳳梧）               |

## 花絮
導演劉偉強在接受《志雲飯局》陳志雲採訪時提到，此片是李修賢主動打電話找劉偉強，詢問他的年齡後，認為他有一定的人生經歷和體驗，足以擔當導演的職責，因此此片成為劉偉強的導演處女作。。另外李修賢認為歌手關淑怡的聲線與女主角吳雪雯相近，遂安排音樂家Phil Chan在配樂時順道創作主題曲《別要我再等》，但吳雪雯試音一幕所唱的，其實是Arevalo Antonio Jr.創作的插曲《無名的哀愁》，兩者皆收錄於專輯《夜迷宮》內；至於她於酒吧駐唱的那支歌則是關淑怡最廣為人知的《難得有情人》。